# Żabinki (jezioro)
Żabinki – jezioro w Polsce w województwie warmińsko-mazurskim, w powiecie giżyckim, w gminie Kruklanki.

## Położenie
Jezioro leży na Pojezierzu Mazurskim, w mezoregionie Wielkich Jezior Mazurskich, w dorzeczu Sapina–Węgorapa–Pregoła. Znajduje się około 20 km w kierunku północno-wschodnim od Giżycka, na północny wschód od jeziora Gołdapiwo, z którym jest połączone wąskim i krótkim przesmykiem. W odległości 1 km w kierunku południowym położona jest wieś Żabinka. Od strony północno-wschodniej wpływa niewielki ciek wodny o nazwie Dopływ z jez. Łękuk, który łączy zbiornik wodny z jeziorem Łękuk.
Linia brzegowa jest miernie rozwinięta. Dno jest muliste, ławica mulisto-piaszczysta. Brzegi na północy i południu są wysokie, miejscami strome. Wokół akwenu znajdują się lasy iglaste (na północnym zachodzie), mieszane (na południu) oraz łąki i pastwiska (wschód oraz południowy wschód).
Jezioro leży na terenie obwodu rybackiego jeziora Gołdapiwo w zlewni rzeki Węgorapa – nr 8, jego użytkownikiem jest Polski Związek Wędkarski. Objęte jest strefą ciszy. Znajduje się na terenie Obszaru Chronionego Krajobrazu Krainy Wielkich Jezior Mazurskich o łącznej powierzchni 85 527,0 ha.
W okolicach brzegów położone są ośrodki wypoczynkowe i pola biwakowe.

## Morfometria
Według danych Instytutu Rybactwa Śródlądowego powierzchnia zwierciadła wody jeziora wynosi 40,1 ha. Średnia głębokość zbiornika wodnego to 9,1 m, a maksymalna – 42,5 m. Lustro wody znajduje się na wysokości 116,8 m n.p.m. Objętość jeziora wynosi 3643,7 tys. m³. Maksymalna długość jeziora to 1050 m, a szerokość 650 m. Długość linii brzegowej wynosi 2770 m.
Inne dane uzyskano natomiast poprzez planimetrię jeziora na mapach w skali 1:50 000 według Państwowego Układu Współrzędnych 1965, zgodnie z poziomem odniesienia Kronsztadt. Otrzymana w ten sposób powierzchnia zbiornika wodnego to 38,5 ha.

## Przyroda
W skład pogłowia występujących ryb wchodzą m.in. szczupak, płoć i lin. Roślinność przybrzeżna porastająca prawie całą linię brzegową to głównie trzcina. Największe jej skupiska znajdują się przy połączeniu z jeziorem Gołdapiwo oraz przy brzegach południowych. Nieliczne stanowiska tataraku i sitowia. Wśród roślinności zanurzonej przeważa rogatek, rdestnica połyskująca i rdestnica przeszyta.
Jezioro znajduje się na terenie specjalnego obszaru ochrony siedlisk Ostoja Borecka (PLH280016). W okolicach zbiornika wodnego stwierdzono występowanie rzadkiego zespołu skolochloi trzcinowatej (Scolochloetum festucaceae).
Dodatkowo, w 1995 potwierdzono występowanie na terenie akwenu i jego okolicach innych gatunków roślin, jak: ramienica kolczasta (Chara aculeolata), ramienica krucha (Chara fragilis), ramienica grzywiasta (Chara jubata), ramienica omszona (Chara tomentosa), krynicznica tępa (Nitellopsis obtusa), grążel żółty (Nuphar lutea), grzybienie białe (Nymphaea alba), ponikło igłowate (Eleocharis acicularis), rdestnica stępiona (Potamogeton obtusifolius), rdestnica włosowata (Potamogeton trichoides), konwalia majowa (Convallaria majalis), przytulia wonna (Galium odoratum), paprotka zwyczajna (Polypodium vulgare), porzeczka czarna (Ribes nigrum) oraz barwinek pospolity (Vinca minor).